# Rhytiphora laterialba
Rhytiphora laterialba là một loài bọ cánh cứng trong họ Cerambycidae.